# Tadeusz Zieliński
Thadeusz Stefan Zieliński (en russe : Фаддей Францевич Зелинский), né le 2 septembre 1859 (14 septembre dans le calendrier grégorien) à Skrzypczynce, près de Korsoun-Chevtchenkivskyï et mort le 8 mai 1944 à Schondorf am Ammersee, est un philologue classique polonais, ancien sujet de l'Empire russe, spécialiste de l'Antiquité et traducteur des tragédiens grecs en russe.
Il est membre de l'Académie polonaise des arts et sciences.

## Biographie
Il naît dans le village de Skrzypczynce, un village du centre de l'Ukraine alors intégrée à l'Empire russe, de parents polonais. Sa mère (née Grudzińska) meurt lorsqu'il a quatre ans, et son père part vivre à Saint-Pétersbourg. Il reçoit une éducation à demeure, jusqu'à l'âge de dix ans.
Il poursuit ses études au lycée allemand Sainte-Anne de Saint-Pétersbourg (1869-1876), puis, grâce à une bourse, à l'université de Leipzig. Il y termine le séminaire de philologie russe. Il devient docteur en philosophie en 1880 grâce à sa thèse Die letzten Jahre des zweiten Punischen Krieges (Les Dernières années de la seconde guerre punique) et reçoit son habilitation à l'université de Saint-Pétersbourg en 1884, où il est Dozent à la chaire de grec ancien. Entretemps, il voyage à Munich où il étudie l'architecture classique et à Vienne où il étudie l'épigraphie latine auprès d'Otto Hirschfeld, en Grèce et en Italie. Il en devient le directeur en 1887 en même temps qu'il est nommé professeur extraordinaire. Il reçoit cette même année son titre de docteur en philosophie pour sa thèse présentée à l'université allemande de Dorpat et intitulée Die Gliederung der altattischen Komödie (Les syntagmes de la comédie attique ancienne). Il est nommé professeur ordinaire en 1890. De 1906 à 1908, il est doyen de l'institut impérial historico-philologique dépendant de l'université de Saint-Pétersbourg. Il enseigne également à cette époque l'œuvre de Mickiewicz à l'université féminine de la capitale impériale et s'intéresse en 1913 à l'art novateur d'Isadora Duncan et au sort du studio de danse pétersbourgeois fondé par ses successeurs, l'Heptachor. Il est président du conseil scolaire polonais de Saint-Pétersbourg (devenue Pétrograd) de 1914 à 1916. Il est nommé membre de l'Académie des sciences de Russie en 1916 (à la place de Sienkiewicz). Il quitte la Russie quelque temps après la Révolution d'Octobre.
En 1920, il est professeur à l'université de Varsovie, où il tient la chaire II de philologie classique, mais il n'y réside de manière permanente qu'en 1922, car il part chercher sa fille en Russie bolchévique. Il est nommé professeur honoraire en 1935. Si le professeur Aleksander Turyn (1900-1981) dirige la chaire, Zieliński peut continuer à y donner des leçons. Il est également membre de l'Académie polonaise de littérature entre 1933 et 1939.
Son appartement et sa bibliothèque sont détruits au moment du bombardement de Varsovie par la Wehrmacht le 16 septembre 1939. Il part avec sa fille Weronika retrouver son fils en Haute-Bavière deux mois plus tard et y termine avant de mourir son « opus vitæ » : Les Religions du monde antique.
Il était docteur honoris causa des universités d'Athènes, de Groningue (1914), d'Oxford, de Wilno, de Lwow, de Cracovie, de Paris, de Brno et de l'université libre de Bruxelles. Il est nommé membre de la British Academy en 1923 et de nombreuses académies savantes d'Europe.
De sa liaison avec V. Petoukhova, il a un fils naturel, Adrian Piotrovski (1898-1937), philologue, traducteur, dramaturge et directeur artistique au studio de cinéma Lenfilm, assassiné par les communistes. Il est enterré avec sa fille Weronika au cimetière de Schondorf où son fils Feliks trouvera aussi son dernier repos.

## Famille
- De sa femme, née Luise Elisabeth Giebel (morte en 1923) dont il se sépare au bout de quelques années, il a un fils, Feliks (1886-1970), chez qui il passe ses dernières années, et trois filles: Amata[8], dite Lioudmila (1887-1967) dont le mari, le professeur Vladimir Benechevitch, byzantinologue, est tué par les communistes du NKVD en 1938 et compte parmi les nouveaux martyrs de l'orthodoxie; Kornelia (1889-1970) et Weronika (1892-1942)
- De Véra Petoukhova, il a un fils, Adrian Piotrovski (1898-1937), latiniste tué par les communistes, et une fille, Irina (1900-1927) morte tragiquement
- De Lioudmila Zavalitchana, il a un fils Valenti, né en 1911
- De Sofia Czerwińska (son dernier amour), il a deux filles: Tamara et Ariadna

## Élèves
Parmi ses élèves il compte :
- Georg von Manteuffel
- Aleksander Turyn
- Boris Warneke
- Lidia Winniczuk
- Mikhaïl Bakhtine[4]

## Critiques
D'après certains spécialistes du théâtre grec antique, comme Victor Iarkho (1920-2003) ou Sergueï Chervinski, les traductions en russe de Zieliński s'éloignent quelque peu de l'original, car des motivations psychologiques anachroniques sont données aux personnages.

## Œuvres (sélection)
Zieliński laisse près de 900 publications, qui ne sont pas toutes encore complètement étudiées de nos jours. Il s'intéresse à Cicéron et au droit romain; à la question homérique; à l'histoire de la religion à Rome et dans le paléochristianisme; à l'histoire des idées et de la culture antique, notamment au théâtre; à la psychologie de la langue; à la littérature comparative, etc. Il publie en allemand, en latin et en russe, plus tard en français. On peut distinguer:
- (la) De lege Antimachea scænica, 1884, Saint-Pétersbourg
- (de) Die Märchenkomödie in Athen, 1885, Saint-Pétersbourg
- (ru) Des styles doriques et ioniques dans la comédie attique ancienne, 1885, Saint-Pétersbourg
- (la) Quæstiones comicæ, 1886, Saint-Pétersbourg
- (ru) Cicéron dans l'histoire de la culture européenne, in: Le Messager de l'Europe, 1896, Saint-Pétersbourg
- (de) Cicero im Wandel der Jahrhunderte, 1897, Leipzig
- (ru) L'Idée de la justification en droit, sa genèse et son développement, 1899, Saint-Pétesbourg
- (de) Die Tragödie des Glaubens, 1901
- (de) Die Behandlung gleichzeitiger Ereignisse im antiken Epos, 1901, Leipzig
- (ru) Le Monde antique et nous, série de cours donnés à Saint-Pétersbourg, 1901, (traduit en français en 1909)
- (ru) Wilhelm Wundt et la psychologie de la langue, in: Questions de philosophie et de psychologie 1902, Saint-Pétersbourg
- (de) Das Clausalgesetz in Ciceros Reden, 1903, Leipzig
- (ru) Rome et sa religion, 1903 (traduit en français en 1920)
- (de) Rom und seine Gottheit, 1903, Munich
- (ru) Le Christianisme antique et la philosophie romaine, in: Questions de philosophie et de psychologie, 1903, Saint-Pétersbourg
- (fr) L'Évolution religieuse d'Euripide, 1923
- (fr) Reflet de l'histoire politique dans la tragédie grecque, 1923
- (de) Hellenismus und Judentum, 1928
- (de) Kleopatra, 1929

### Quelques traductions
- Tragédies de Sophocle en russe, notamment Ajax avec commentaires
- Traductions de Plaute, Lucius Accius, Virgile, Horace, Cicéron, etc. en russe
- XXIe livre de Tite-Live en russe
- De Schiller en russe : La Pucelle d'Orléans; Sémélé